# Da’an (köpinghuvudort i Kina, Jilin Sheng, lat 41,84, long 126,13)
Da'an är en köpinghuvudort i Kina. Den ligger i provinsen Jilin, i den nordöstra delen av landet, omkring 240 kilometer söder om provinshuvudstaden Changchun. Antalet invånare är 9 280. Befolkningen består av 4 431 kvinnor och 4 849 män. Barn under 15 år utgör 13,0 %, vuxna 15-64 år 78 %, och äldre över 65 år 7,0 %.
Runt Da'an är det ganska tätbefolkat, med 67 invånare per kvadratkilometer. Närmaste större samhälle är Erdaojiang, 10,3 km sydväst om Da'an. I omgivningarna runt Da'an växer i huvudsak blandskog.
Genomsnittlig årsnederbörd är 1 123 millimeter. Den regnigaste månaden är juli, med i genomsnitt 335 mm nederbörd, och den torraste är januari, med 11 mm nederbörd.